# علی‌اصغر هادی‌زاده
علی‌اصغر هادی‌زاده (زادهٔ ۱۳۳۶ در محلات) مدال‌آور بازی‌های پاراالمپیک، مدیر ورزشی و نمایندهٔ حوزهٔ انتخابیهٔ محلات و دلیجان در دورهٔ ششم و دورهٔ پنجم مجلس شورای اسلامی است.

## زندگی ورزشی
وی در دوران جوانی در مواد پرتاب نیزه، دیسک و وزنه در سطح استان مرکزی فعالیت داشت و به مقام چهارم پرتاب وزنه و مقام ششم پرتاب نیزه مسابقات قهرمانی کشور نیز رسید.
پس از مجروحیت در جنگ تحمیلی نیز دوومیدانی را در بخش معلاون و جانبازان ادامه داد و در پارالمپیک ۱۹۸۸ سئول مدال برنز پرتاب وزنه مردان کلاس L۵ را با پرتابی معادل ۱۰٫۷۹ متر کسب کرد. او در پرتاب نیزه کلاس L۵ همین بازی‌ها نیز هفتم شد.
وی پس از بازنشستگی از ورزش قهرمانی، به حوزه مدیریتی ورزش جانبازان و معلولان رفت و در مقاطع مختلف، ریاست انجمن دوومیدانی ناشنوایان، نائب رئیسی فدراسیون نابینایان و کم بینایان و دبیری ستاد پارالمپیک را نیز برعهده گرفت.